# Idioma carelio
El carelio (karjala) es una lengua que pertenece a la rama ugrofinesa de la familia de lenguas urálicas. Es hablado por los carelios, habitantes autóctonos de Carelia, vasta región que se extiende desde el golfo de Finlandia hasta el mar Blanco.
Antes era clasificado como un dialecto finés, pero actualmente es considerado una lengua aparte que se distingue de los dialectos carelios hablados por los más de 400 000 refugiados de Carelia en Finlandia y por sus descendientes, después de la Segunda Guerra Mundial. Pese a este alejamiento, ambos idiomas, carelio y finés, siguen siendo inteligibles. Se subdivide en tres grandes conjuntos dialectales:
- El carelio, propiamente dicho (40 000 hablantes).
- El carelio de Olónets, igualmente llamado olonetsio o livio y a veces considerado como una lengua independiente (30 000 hablantes).
- El ludiano, muy próximo al vepsio y a veces considerado como una lengua independiente (5000 hablantes).

La poesía popular carelia ha sido la principal fuente del Kalevala, la epopeya nacional finesa.

## Alfabeto

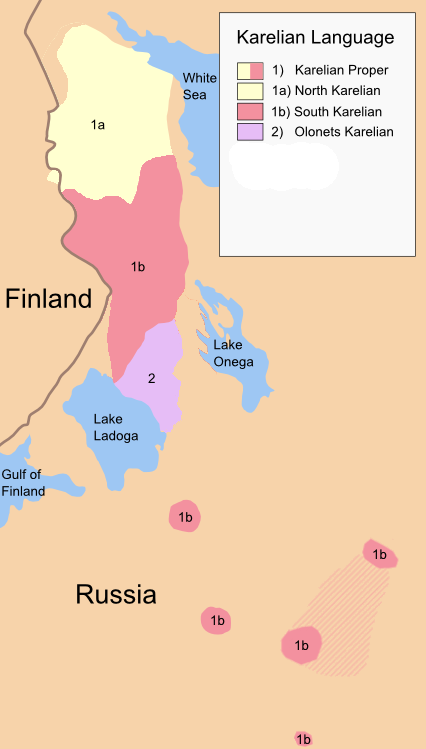
Dialectos del carelio.

| A a | B b | Č č | D d | E e | F f | G g |
| H h | I i | J j | K k | L l | M m | N n |
| O o | P p | R r | S s | Š š | Z z | Ž ž |
| T t | U u | V v | Y y | Ä ä | Ö ö |     |